# Lucy (Moselle)
Lucy település Franciaországban, Moselle megyében. Lakosainak száma 228 fő (2022. január 1.). Lucy Baudrecourt, Chenois, Chicourt, Frémery, Lesse, Morville-sur-Nied és Prévocourt községekkel határos.

## Népesség
A település népességének változása:
| Lakosok száma | 169  | 178  | 193  | 210  | 208  | 216  | 228  | 233  | 235  | 228  |
|               | 1968 | 1982 | 1990 | 2006 | 2013 | 2015 | 2017 | 2019 | 2020 | 2022 |